# Пацифікаційний сейм 1699 року
Пацифікаційний сейм 1699 року — Речі Посполитої, був скликаний 18 і 24 березня 1699 року у Варшаві з метою ратифікації Карловицького миру.
У травні 1699 року у воєводствах відбувалися передсеймові збори.
Маршалком сейму було обрано коронного референдарія Станіслава Щуку. Засідання сейму тривали з 16 червня до 30 липня 1699 року.